# 広瀬仁紀
広瀬 仁紀（ひろせ よしのり〈にき〉、1931年10月15日 - 1995年1月15日）は、日本の小説家。

## 概要
東京都生まれ。本名・満。成城大学経済学部卒。歌舞伎、映画雑誌の編集、総合雑誌の編集長を経て、フリーのルポライターとなり、1976年『適塾の維新』で作家デビュー、直木賞候補となる。経済小説、時代小説と幅広いジャンルで活躍した。

## 著書
- 子供を悪くする法 むかし子供だったパパとママのために 勝利出版 1971
- 適塾の維新 学芸書林、1976 のち時代小説文庫
- 沖田総司恋唄 新人物往来社 1977.8 のち時代小説文庫、小学館文庫
- 銀行緊急役員会 徳間書店 1977.11 のち文庫
- 失速圏 調査小説 芸文社 1977.3
- 侵食者 クルマ王城への謀略図 芸文社 1977.6 (Auto books)
- 洛陽の死神 学芸書林 1977.6 のち時代小説文庫
- 銀行破産 徳間書店 1978.2 のち文庫
- 土方歳三散華 新人物往来社 1978.3 のち時代小説文庫
- 銀行派遣役員 徳間書店 1978.4 のち文庫
- 銀行頭取室 1978.6 (グリーンアロー・ブックス) のち角川文庫、双葉文庫
- 社長後継人事 1978.7 (グリーンアロー・ブックス) のち角川文庫
- 三代目頭取 1978.7 (グリーンアロー・ブックス) のち角川文庫
- 本日倒産す 徳間書店 1978.7 のち文庫
- 逆転人事 徳間書店 1978.9 のち文庫
- 企業生贄 主力銀行の罠 主婦と生活社 1978.10 (21世紀ノベルス) のち角川文庫
- 大蔵省銀行局査察! 徳間書店 1978.11 のち角川文庫
- 大銀行の内幕 徳間書店 1979.2 のち角川文庫
- 狂騰銘柄 主婦と生活社 1979.2 (21世紀ノベルス) のち角川文庫
- 野望の報酬 文藝春秋 1979.3 のち文庫
- 頭取の椅子 1979.5 (グリーンアロー・ブックス) 「頭取の罠」広済堂文庫
- 大商戦 徳間書店 1979.7 のち角川文庫、徳間文庫
- 株価操作 講談社 1979.10 のち文庫
- 銀行常務会零時 徳間書店 1979.12 のち角川文庫
- お父さんの娘の育て方 躾と自立心を身につけさせる本 主婦と生活社 1979.11
- 東急グループ五島家の発想 "乗っ取り"戦略から合理的経営へ 徳間書店 1979.10
- ママとパパの戦場 主婦と生活社 1980.3 (21世紀ノベルス) 「複合崩壊」広済堂文庫
- 野望の構図 文藝春秋 1980.4 のち文庫
- 悪の決算 光文社 1980.5 のち文庫
- 解雇やむなし! 1980.7 (角川文庫)
- 偽装倒産 講談社 1980.10 のち文庫
- 野望の標的 文藝春秋 1981.4 のち文庫
- 逆転工作 1981.5 (角川文庫)
- 総理大臣の椅子 光文社 1981.5 のち文庫
- 乱世の知恵者 三井財閥創設者・三野村利左衛門 講談社 1981.7 「乱世の知恵者」時代小説文庫
- 頭取指令 1981.10 (角川文庫)
- 独りだけの役員会 光文社 1981.11 のち文庫
- 横領 粟田口リサーチ・センター カドカワノベルズ 1981.12 のち文庫
- 銀行壊滅 1981.12 (講談社文庫) のち双葉文庫
- 凍結銘柄 フタバノベルス 1982.3 のち角川文庫
- 商社失速 カドカワノベルズ 1982.3 のち天山文庫
- 虚構の聖域 銀行マン有情 1982.4 (グリーンアロー・ブックス)
- マネー・ウォーズ カドカワノベルズ 1982.6 のち徳間文庫
- 小説・野村証券 フタバノベルス 1982.9 のち文庫
- 談合 1982.8 (角川文庫) のち広済堂文庫
- ファイナル・ラウンド 1982.10 (角川文庫) 「企業工作員」広済堂文庫
- 偽装取引 講談社ノベルス 1982.12 のち文庫
- 虚妄銀行 迷路の構造 トクマ・ノベルズ 1982.11
- 銀行謀議 トクマ・ノベルズ 1982.11 のち文庫
- 住宅ローン症候群 カドカワノベルズ 1983.8 「住宅ローン崩壊ス!」天山文庫
- 小説・社員心得25カ条 フタバノベルス 1983.8
- 60分で読める異説歴史ゼミナール 双葉ブックス 1983.9
- 銀行疑獄 講談社ノベルス 1983.12 のち光文社文庫
- 議決・社長解任 講談社ノベルス 1983.4 のち双葉文庫
- 薩南の鷹 人斬り半次郎異伝 講談社 1983.10 のち文庫、時代小説文庫
- 背信への階段 粟田口リサーチ・センター カドカワノベルズ 1984.1 「闇資金ルート」天山文庫
- 悪魔の貸付 フタバノベルス 1984.3 のち文庫
- 野望の椅子 フタバノベルス 1984.7 のち文庫
- 乗取り屋 光文社 1984.1 (カッパ・ノベルス) のち文庫
- 金融知能犯 ハメられたら最期だ 商法の悪用教本 ベストセラーズ 1984.3 (ワニの本)
- 約束された明日 光文社 1984.5 (カッパ・ノベルス) のち文庫
- 架空増資 カドカワノベルズ 1984.9 のち天山文庫
- 青蓮院の獅子 富士見書房 1984.10 (時代小説文庫)
- ベンチャー・ビジネスの神話 1984.10 (光文社文庫)
- 裏切りの一瞬 フタバノベルス 1985.3 「謀略銀行」文庫
- 定年退職ヲ命ス 光風社ノベルス 1985.4 のち天山文庫
- 飛竜の如く 小説・五島慶太 光文社 1985.4 (カッパ・ノベルス) のち文庫
- 仕掛け屋 株の魔術師 光文社 1985.7 (カッパ・ノベルス) のち文庫
- 社長追放 講談社ノベルス 1985.7 「社長追放ス!」天山文庫
- 政治銘柄 1985.9 (角川文庫) 「野望の密約」広済堂文庫
- 創魂燃ゆ 野村証券の始祖「才商」徳七 講談社 1985.10 「野村証券創業の精神」三笠書房 (知的生きかた文庫) 「創業者の商才」大陸文庫
- 大倒産殺人事件 広済堂出版 1986.1 (blue books) のち文庫
- 魍魎どもの叛乱 広済堂出版 1986.8 (blue books) 「逆転の社長更迭」文庫
- 総務部付調査室 広済堂文庫、1986
- 倒産整理屋 1986.12 (広済堂文庫)
- コンピューターは知っていた サンケイノベルス 1986.5 「経理犯罪」徳間文庫
- 小説・三光汽船 フタバノベルス 1986.5 「政治銘柄浮上せず」文庫
- うかれトンビ 新選組異聞 洛中編 サンケイノベルス 1986.11
- 社長失墜 トクマ・ノベルズ 1987.1 のち文庫
- 鬼が棲むホテル 広済堂出版 1987.4 (blue books) 「ホテル企画室」文庫
- 頭取執務室 1987.8 (広済堂文庫)
- 戦略合併 光風社ノベルス 1987.3 「銀行合併」広済堂文庫
- 新選組風雲録 洛中編 大陸書房 1987.12 のち時代小説文庫
- 新選組風雲録 戊辰編 大陸書房 1988.11 のち時代小説文庫
- 地価暴騰ス! 1988.2 (天山文庫)
- 新選組風雲録 激斗編 大陸書房 1988.2 のち時代小説文庫
- 新選組風雲録 落日編 大陸書房 1988.6 のち時代小説文庫
- 明日なきエリート 異色企業掌篇25 1988.1 (広済堂文庫)
- 企業販売会社 天山ノベルス 1988.8 のち広済堂文庫
- 平将門殺人事件 広済堂出版 1988.3 (blue books) 「社長抹殺」徳間文庫
- 総裁の椅子 殺人プログラム 天山ノベルス 1989.4 のち光文社文庫
- 新選組風雲録 函館編 大陸書房 1989.3 のち時代小説文庫
- 四社株式部長会 講談社 1989.8
- 銀行消滅 天山ノベルス 1989.8 のち光文社文庫
- 永田町仕手集団 光文社 1990.6 (カッパ・ノベルス) のち文庫
- 兜町震撼ス! 大陸書房 1990.4
- 水清くして 天明の幕府総理・田沼意次の怪 双葉社 1990.2 「田沼意次」時代小説文庫
- 密謀・新規上場 フタバノベルス 1991.7
- 犯罪銀行 世界文化社 1991.11 のち光文社文庫
- 電脳銀行の死角 大陸書房 1991.5 「超・内部犯罪講座 銀行篇」コスミックノベルス
- 小説イトマン・住銀事件 天山ノベルス 1991.9
- 天正十年夏、本能寺炎上 講談社 1991.3
- 忠臣蔵外伝大野九郎兵衛始末 講談社 1992.6
- 会長室・秘書課 広済堂出版 1992.3 (blue books)
- ホテル戦略室 広済堂出版 1992.11 (blue books)
- 大物になる男の人間学 三笠書房 1993.8 (知的生きかた文庫)
- 保守党分裂す 世界文化社 1993.5
- 幕末鬼骨伝 富士見書房 1993.6 (時代小説文庫)
- 河原町三条下ル、竜馬暗殺 文藝春秋 1993.6
- 企業内失業 1994.4 (飛天文庫)
- 逆転!維新箱館戦争 徳間オリオン 1994.1 O novels)
- 河内山宗俊 御数寄屋太平記 広済堂出版 1994.2
- 不滅の系譜 真田風雲録 世界文化社 1994.3
- 銀行背任横領 金融破綻への道 飛天文庫 1995.12